# 史 (姓)
史（ふひと/ふみひと）とは、古代の日本において文筆や記録の職務にあたった渡来人系の官人組織。後に姓（カバネ）の1つに転じた。
元々は「ふみひと」と読まれ、「史人」「文人」「書人」などとも表記されていたが、後に「ふみひと」が略されて「ふひと」とも読まれるようになり、表記も「史」と記されるようになった。
漢字が中国もしくは朝鮮半島から伝来されたのが日本における文字の始まりとされ、文筆や記録など文字を扱う業務も中国系及び朝鮮半島系の渡来人によって担われた。こうした業務を行う人々がふみひと（史人）後にふひと（史）と称され、後に一族やその部民をもって史部（ふひとべ）として編成された。
滋賀県野洲市西河原宮ノ内遺跡で確認された、倉庫とみられる総柱建物の柱抜取穴から出土した木簡には、「宜都宜椋人」や「文作人石木主寸文通」、「勝鹿首大国」という人物名が見えるが、なかでも「文作人」というのは、新羅真智王代戊戌年（578年）の「大邸戊戌年銘塢作碑」に見える「文作人」と一致しており、ふみひと（史）の職掌を表す古例と考えられる。
「ふひと」の制度化は6世紀に入ってからと見られ、後に史部に属する人々に「史」の姓が与えられるようになっていった（『日本書紀』の記事上では、欽明天皇14年（553年）に王辰爾が船史を授けられたのが「史」の姓の最初であるが、「ふみひと/ふひと」の制度がこの時点において既に存在していたことになる）。史の姓を称したことが知られているのは、田辺史（たなべのふひと）・阿直岐史（あちきのふひと）・船史（ふねのふひと）・白猪史（しらいのふひと）など70氏いるが、いずれも渡来人の末裔である。また、外交や徴税など、文書・記録の作成を必要とする他の分野においても史の姓を持つ人々が従事していた。ただし、漢字の伝来に大きな貢献をしたと伝えられている阿知使主の末裔である東漢氏は直、王仁の末裔である西文氏は首の姓を特別に与えられて史および史部を管掌する立場となっていた。八色の姓成立後も新しい姓の授与の対象にならなかった史姓の者は引き続きその姓を用いていたが、天平宝字元年（757年）に藤原史（藤原不比等の別表記）を避けるために「毘登」と表記を改めたが13年後に元に戻したことが『続日本紀』宝亀元年（770年）九月壬戌条に記されている（なお、『尊卑分脈』によれば、藤原不比等は幼少時に田辺史の一人である田辺大隅に養育され、不比等（史）の名前自体もそれに由来しているとされている）。